# 아이스테이션
아이스테이션 주식회사(i-STATION Corp.)은 KDC 그룹 소속 기업이었으며, 아이스테이션의 휴대용 전자 기기의 제품 브랜드명이었다.

## 역사
- 2001년 9월부터 PMP 개발에 착수하기 시작하여, 2004년 4월에 첫모델인 PMP1000을 출시하였다.
- 2004년 9월에는 국내 PMP 시장에서 70% 점유율을 달성하였다.
- 2004년 12월에는 세계 최초로 내비게이션 기능을 탑재한 PMP인 i2를 출시하였다.
- 2005년 8월에는 국내 최초로 DMB 탑재 4.3인치 PMP인 V43을 2005 한국전자전에 출품하였고, 2005년 10월에 출시하였다.
- 2006년 7월에는 DMB 안테나와 Qtopia를 내장한 T43을 출시하였다.
- 2009년 터치스크린 MP3인 emerald E9를 출시하였다.
- 2012년 5월 A/S를 사설 업체쪽으로 넘기고, 펌웨어 다운로드만 남겨놓고 사실상 서비스 정지에 들어갔다.
- 2013년 4월 서울중앙지방법원에서 파산선고를 받았다.(2013하합29)